# Кајл (музичар)
Кајл Харви (рођен 18. маја 1993), познатији под својим уметничким именом и мононимом Кајл (стилизован као Кајл и раније познат као К. И. Д)- амерички репер из Вентуре, Калифорнија. Он је потписао уговор са Инди-поп и Атлантик рекордс. он је најпознатији по свом првобитном синглу  "АјСпај (Ја видим)", уз учешће америчког рэпера Лил Јахтија. Кајлова група, "супер-дупер посада" се састоји од чланова, као што су "Брик", "Исус", и "Макс".
Кајл је сарађивао са уметницима као Калајн, Лил Јахти, г-Изи и Ченс репер, између осталих. Неке од његових најпопуларнијих песама су "АјСпај (Ја видим)", "Кип ит рил", "сумњам" и "Краљ таласа", објављен у 2015. и 2016. години. у 2015. години "Ролинг Стоун" га је именовао "једним од десет уметника, које би требало да знате."

## Младост
Кајл Харви је рођен у граду Резеда околина Лос Анђелеса, али је одрастао скоро два сата вожње даље у Вентури, Калифорнија. Он је почео да пева са шест година и почео је да пише и да изводи своје песме у основној школи. Он је похађао Вентура школу у адолесценцији. Он је рекао за Вајс, да је он почео да репује, када је имао око 13 година.

## Каријера
Кајл је почео да производи миктејпове под псеудонимом К. И. Д. почев од 2010. године, и у 2013. години објавио свој деби албум лепа губитница.
У октобру 2015. године, је објавио свој следећи албум Смајл. Кајлов први музички видео који је успео да достигне милион прегледа је "Кип Ит Рил",  касније ове године. 
У децембру 2016. године он је издао сингл "АјСпај", са Лил Јахтијем. Том песмом је постао познат. Песма је достигла четврто место на  билборд хот 100 и четрнаесто место на канадских хот 100.
У фебруару 2017. године Кајл је потписао уговор са Атлантик рекордсом.

## Дискографија

### Студијски албуми
| Light of Mine                                                                  | - Објављен: 18. мај 2018. - Издавачке куће: Indie-Pop, Atlantic - Формати: CD, стриминг, дигитално преузимање, плоча | 29  | 16 | 15 |
| See You When I Am Famous                                                       | - Објављен: 17. јул 2020. - Издавачке куће: Indie-Pop, Atlantic - Формати: стриминг, дигитално преузимање, плоча     | 124 | —  | —  |
| It's Not So Bad                                                                | - Oбјављен: 28. јануар 2022. - Издавачка кућа: самостално - Формати: CD, стриминг, дигитално преузимање              | —   | —  | —  |
| Smyle Again                                                                    | - Објављен: 8. март 2024. - Издавачке куће: Indie-Pop, Atlantic - Формати: CD, стриминг, дигитално преузимање        | —   | —  | —  |
| "—" значи да албум није доспео на листе или није био објављен на том подручју. | |     |    |    |

### Микстејпови
| Beautiful Loser                                                                | - Објављен: 5. август 2013. - Издавачке куће: Indie-Pop, Super Duper, Homeboy Music Group - Формати: стриминг, дигитално преузимање, плоча | —  | 40 | 25 |
| Smyle                                                                          | - Објављен: 2. октобар 2015. - Ознаке: Indie-Pop - Формати: стриминг, дигитално преузимање, плоча                                          | 76 | 10 | 7  |
| "—" значи да албум није доспео на листе или није био објављен на том подручју. | |    |    |    |